# حارة فروة (صنعاء)
حارة فروة هي إحدى حارات حي شعوب بمديرية شعوب إحد مديريات العاصمة اليمنية صنعاء، بلغ تعداد سكانها 1672 نسمة حسب تعداد اليمن لعام 2004.